# Cyrtolaelaps mucronatus
Cyrtolaelaps mucronatus är en spindeldjursart som först beskrevs av Giovanni Canestrini 1881.  Cyrtolaelaps mucronatus ingår i släktet Cyrtolaelaps och familjen Ologamasidae. Inga underarter finns listade i Catalogue of Life.